# Rodolphe Colpaert
Rodolphe Colpaert fue un deportista belga que compitió en remo como timonel. Ganó catorce medallas en el Campeonato Europeo de Remo entre los años 1903 y 1908.

## Palmarés internacional
| Campeonato Europeo | Campeonato Europeo    | Campeonato Europeo | Campeonato Europeo |
| Año                | Lugar                 | Medalla            | Prueba             |
| ------------------ | --------------------- | ------------------ | ------------------ |
| 1903               | Venecia (Italia)      | Medalla de oro     | Dos con timonel    |
| 1903               | Venecia (Italia)      | Medalla de oro     | Cuatro con timonel |
| 1903               | Venecia (Italia)      | Medalla de oro     | Ocho con timonel   |
| 1904               | París (Francia)       | Medalla de oro     | Cuatro con timonel |
| 1904               | París (Francia)       | Medalla de oro     | Ocho con timonel   |
| 1904               | París (Francia)       | Medalla de plata   | Dos con timonel    |
| 1905               | Gante (Bélgica)       | Medalla de oro     | Dos con timonel    |
| 1905               | Gante (Bélgica)       | Medalla de oro     | Cuatro con timonel |
| 1905               | Gante (Bélgica)       | Medalla de plata   | Ocho con timonel   |
| 1906               | Pallanza (Italia)     | Medalla de oro     | Cuatro con timonel |
| 1906               | Pallanza (Italia)     | Medalla de plata   | Dos con timonel    |
| 1907               | Estrasburgo (Francia) | Medalla de oro     | Dos con timonel    |
| 1907               | Estrasburgo (Francia) | Medalla de oro     | Cuatro con timonel |
| 1908               | Lucerna (Suiza)       | Medalla de oro     | Dos con timonel    |